# Neuwert (Versicherungsrecht)
Der Neuwert ist ein Begriff aus dem Versicherungsrecht. Der Neuwert ist der Betrag, der „zur Wiederbeschaffung aufgebracht werden muss, um eine neue Sache gleicher Art, Güte und Funktion zu erhalten“, also der Wiederbeschaffungswert am Tag des Schadens.

## Abgrenzung
Der Neuwert muss abgegrenzt werden vom Zeitwert, Gemeinem Wert und Wiederbeschaffungswert.
Grundsätzlich gilt der Zeitwert gemäß § 88 VVG als vereinbart.
Eine Neuwertversicherung muss also im Bedingungswerk explizit vereinbart werden.
Der Neuwert grenzt sich dadurch ab, dass beim Neuwert auf den „Abzug des sich aus dem Unterschied zwischen alt und neu ergebenden Minderwertes“ verzichtet wird.

## Sonderfall: Gleitender Neuwert
Insbesondere bei der Versicherung von Gebäuden droht durch Preissteigerungen eine Unterversicherung. Dem soll der Gleitende Neuwert entgegenwirken, der hier in der Regel vereinbart wird. Vorteil dieser Berechnungsmethode ist, dass sich die Versicherungssumme jährlich nach einem objektiven Maßstab (Baupreisindex des Statistischen Bundesamts) automatisch anpasst. 
Hand in Hand mit einer Gleitenden Neuwertversicherung geht in der Regel ein Unterversicherungsverzicht, wenn die Versicherungssumme nach objektiven Gesichtspunkten ermittelt wurde. Ebenso ist es logisch, dass auch die Prämien im gleichen Umfang jährlich angepasst werden.